# Казахский литературный язык
Литературный казахский язык (каз. әдеби қазақ тілі) — язык казахской литературы, используемый в регулярной печати, на радио и телевидении, в системе образования и официальных документах. Нормированный вариант казахского народного языка.

## Формирование
Существует множество версий о том, когда и как сформировался казахский литературный язык.
Время начала формирования литературного языка отличается у разных авторов:
- В хуннский период (по Г. Мусабаеву начинается со II века, по А. Маргулану и Б. Кенжебаеву — в V веке до н.э.)
- В XVII веке (К. Жумалиев, М. Балакаев).
- Со второй половины XIX века (К. Жубанов, Н. Сауранбаев, С. Аманжолов).

Рабига Сыздыкова, исследовавшая творчество акынов (поэты) и жырау (сказители) XV—XVIII веков, считала эти произведения первыми образцами литературного языка. Устный литературный язык появляется в XV—XVI веках, древнеписьменный литературный язык — в XVI—XVII веках, а новый письменный литературный язык — со второй половины XIX века. Эту мысль также поддерживают А. Курышжанов, Б. Абылкасымов, К. Омиралиев, А. Искаков. Маулен Балакаев и др. считали XVIII век, когда появилась письменная литература у казахов и народный язык стал нормироваться, временем зарождения литературного казахского, другие же (С. Аманжолов, С. Кенесбаев, К. Жубанов) датируют появление литературного языка второй половиной XIX века, когда были изданы первые книги, стали выходить газеты. Есть и те, кто связывают появления литературного казахского с Октябрьской революцией и последующим периодом (Т. Кордабаев).
Литературный казахский сформировался на основе северо-восточного диалекта, на котором писали свои произведения Абай Кунанбаев и Ибрай Алтынсарин. Из-за территориальной отдалённости, в отличие от других диалектов, северо-восточный диалект подвергся меньшему влиянию арабского и персидского языков. Иногда отдельные слова других диалектов проникают в литературный язык для обозначения новых терминов, которые не имеют аналогов в северо-восточном диалекте. Хоть в некоторых говорах казахского языка сохранились сохранились звуки ч и ш, но литературный язык основан на диалекте, где переходы ч → ш и ш → с уже осуществились.

## Утраченные особенности письменной речи
В языке казахских письменных источников (периодических изданий, дастанов, переводных произведений) во 2-й половине XIX века функционировали специфические грамматические и орфографические правила, отличающиеся от норм современного литературного языка. Например, вместо обязательных современных окончаний творительного падежа -мен/-пен/-бен употреблялись слова бірлән (білән, ілән), вместо деепричастных аффиксов -тын/-тін, -ған/-ген/-кен использовались форманты -мыш/-міш и слово тұрған. Допускались нарушение закона гармонии гласных в производных словах и выпадение на письме гласных звуков. Однако данные лексические и грамматические явления явления не попали в устную речь, а к нашему времени вовсе вышли из употребления.

## Современность
По словам современных казахстанских языковедов, из-за того, что молодое поколение не спешит знакомиться с произведениями классиков казахской литературы, у них очень ограниченное познание литературного языка, множество исконно казахских слов им не знакомо; литературные нормы нарушаются на телевидении и в печати. Ещё в начале XX века Ельдес Омаров (1892—1937) писал, что множество казахских писателей обучались на русском языке и пишут они на «обрусевшем» казахском.